# Cerodrillia elegans
Espèce
Cerodrillia elegans est une espèce de mollusques gastéropodes marins de l'ordre des Neogastropoda et de la famille des Drilliidae.
Elle est trouvée dans l'état d'Espírito Santo, au Brésil.